# Хагенауэр, Фридрих

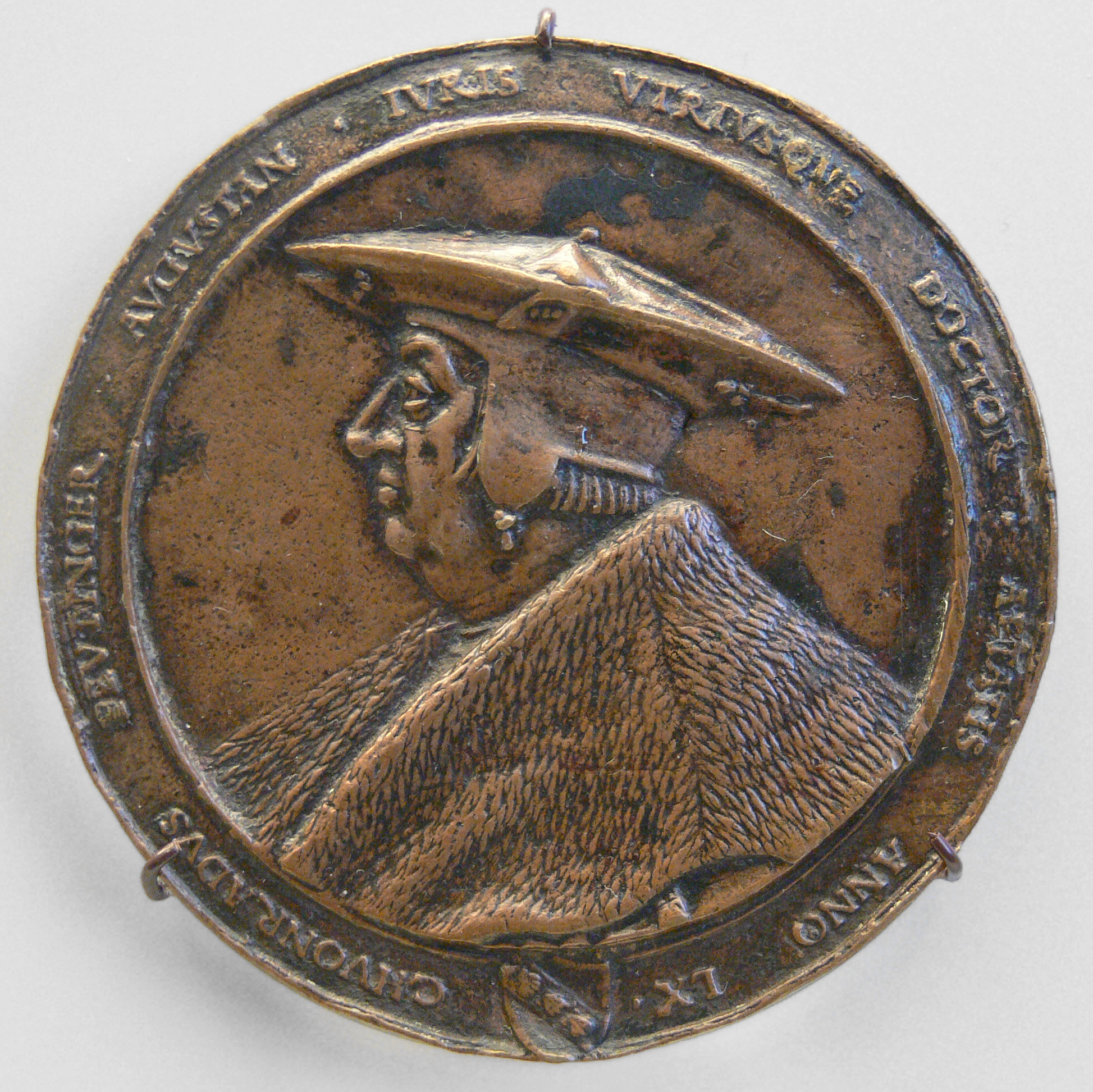
Фридрих Хагенауэр. Портрет Конрада Пейтингера

Фридрих Хагенауэр (нем. Friedrich Hagenauer, 1499, Страсбург — 1546, Кёльн) — немецкий медальер и скульптор. С 1525 по 1546 год работал в Мюнхене, Аугсбурге и Кёльне.
Хагенауэр создал около 235 литых медалей по деревянным моделям. На многих медалях изображены портреты жителей Аугсбурга: А. Хохштеттер (1927), Анна Рехлингер (1529), Каспар и Маргаретте фон Фрундсберг (1529), Р. Фуггер (1534). Во время рейхстага Фридрих Хагенауэр создавал портреты германских правителей (например, Иоахим I Бранденбургский). Некоторые из работ, созданных в Кёльне, были посвящены реформаторам М. Буцеру, К. Хедио и Ф. Меланхтону.
Свои работы Хагенауэр обычно подписывал литерами «H», «F. H.», «F. H. C. (oloniensis)», однако многие из его работ не подписаны.